# 骆驼刺
骆驼刺（学名：Alhagi sparsifolia）为豆科骆驼刺属下的一个种。